# Сисианская равнина

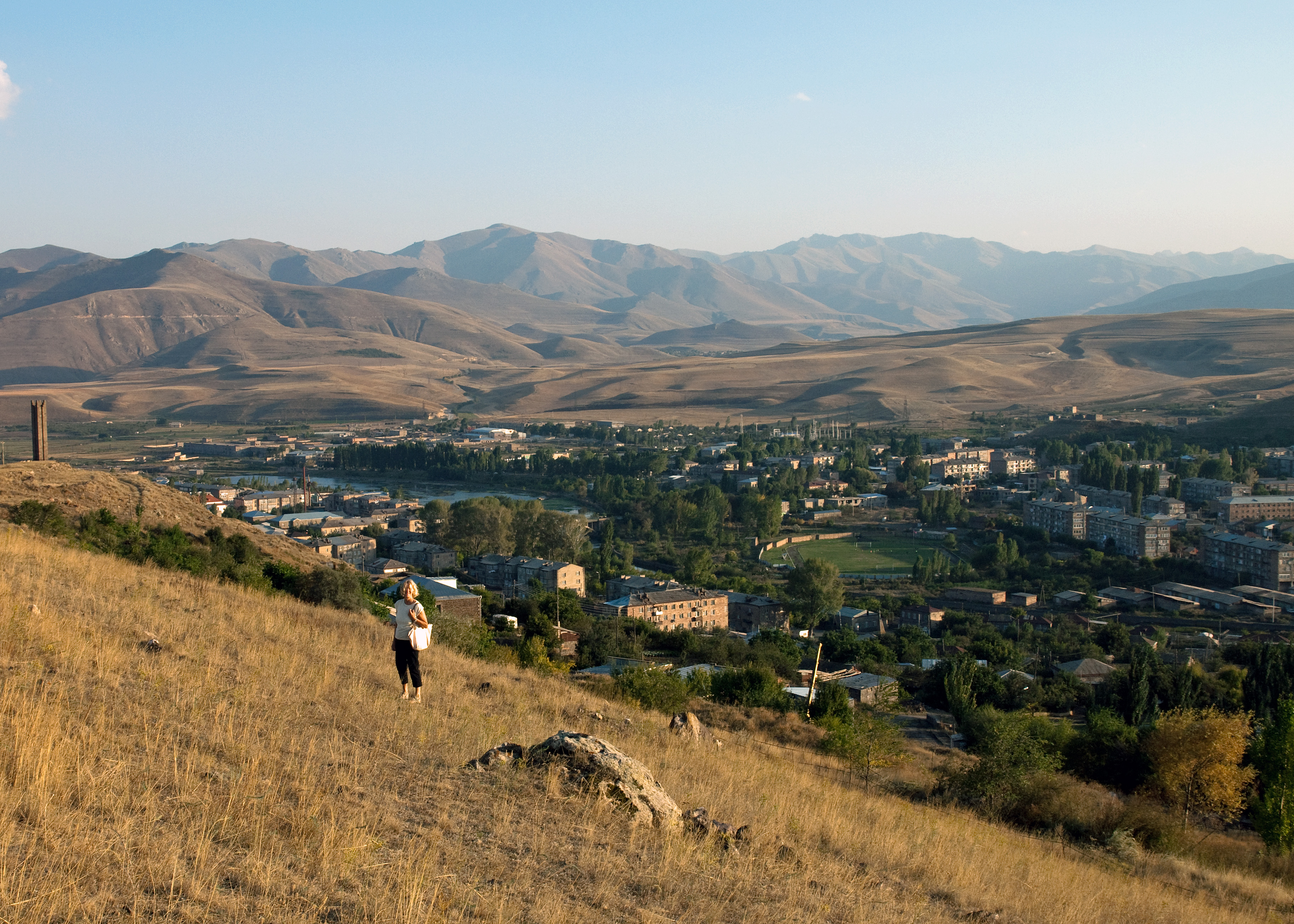
Город Сисиан

Сисианская равнина, также Сисианская котловина — равнина на юге Армении, в Сюникской области, на высоте 1600 метров над уровнем моря. На равнине расположен город Сисиан, протекает река Воротан. К западу от равнины расстилаются предгорья Зангезурского хребта, к востоку — Кюпрасарского. В 1,5 км расположено водохранилище Толорс. Площадь равнины составляет 4,5 км².
Климат на равнине умеренно континентальный. Среднегодовая температура составляет 6,6 °C; минимум температуры может достигать -37 °C; количество годовых осадков 365 мм.